# Emma (roman)
Emma is een roman van de Engelse schrijfster Jane Austen. De roman werd voor het eerst gepubliceerd in 1815, met als drukdatum 1816. Het is ogenschijnlijk een eenvoudig verhaal over romantiek, maar de diepere lagen van Austens verhaal laten de lezer zien welke moeilijkheden vrouwen kenden in de Regency-periode en geven op komische wijze inzicht in verhoudingen tussen de personages en hun manieren die soms wel, soms niet voldoen aan het decorum van die tijd.
In de eerste paragraaf van het boek wordt de hoofdpersoon, Emma Woodhouse, neergezet als een "knappe, intelligente en rijke jongedame". Ook blijkt vrijwel direct dat ze nogal verwend is. Ze overschat haar eigen beoordelingsvermogen en haar "koppelcapaciteiten" en is volledig onwetend van de effecten die haar sociale intriges op anderen hebben. Voordat Jane Austen met het schrijven van de roman begon, schreef ze "I am going to take a heroine whom no-one but myself will much like".

## Inhoud
Emma Woodhouse is een mooie en slimme vrouw in het Engeland van de Regency-periode. Ze is eenentwintig jaar jong en woont in Surrey, in Highbury, in de buurt van Londen, samen met haar hypochondrische vader die zich obsessief druk maakt om de gezondheid en veiligheid van zijn familie en vrienden. Emma's enige vriend en criticus is de buurman van de familie, George Knightley. Hij is de oudere broer van de man van Isabella, Emma's oudere zuster.
Aan het begin van het verhaal heeft Emma net het huwelijk bijgewoond van Miss Taylor, Emma's beste vriendin en voormalig gouvernante, die Emma als een moeder heeft opgevoed vanaf het moment dat Emma's moeder overleed. Aangezien Emma Miss Taylor aan haar toekomstige echtgenoot, Mr. Weston heeft voorgesteld, is Emma ervan overtuigd dat zij alle lof verdient voor haar koppelwerk en dat hun huwelijksgeluk aan haar te danken is. Ze besluit haar koppelpraktijken uit te breiden.
Tegen de adviezen van Mr. Knightley in probeert Emma haar nieuwe vriendin Harriet Smith, een eenvoudig maar lief zeventienjarig meisje uit het weeshuis in de buurt, te koppelen aan Mr. Elton, de plaatselijke dominee. Ze moet dan echter Harriet er eerst van overtuigen een huwelijksaanzoek van een respectabele jonge boer uit de buurt, Mr. Martin, af te wijzen. Emma is ervan overtuigd dat hij sociaal te inferieur is voor Harriet, en vindt dat ze een betere man kan krijgen. Harriet is makkelijk te beïnvloeden, en tegen haar eigen wil wijst ze Mr. Martin inderdaad af. Emma's plannen lopen echter al snel daarna in het honderd wanneer Mr. Elton verklaart met Emma te willen trouwen - en niet met de sociaal inferieure Harriet. Emma wijst hem af en Mr. Elton vertrekt naar Bath. Harriet beeldt zich in een gebroken hart te hebben. Emma probeert Harriet wijs te maken dat Mr. Elton eigenlijk toch van sociaal te lage stand was.
Wanneer Frank Churchill in de buurt arriveert is Emma bijzonder in haar sas. Ze heeft hem nog niet eerder ontmoet, maar Mrs. Weston heeft veelvuldig over hem verteld en Emma is erg in hem geïnteresseerd. Mr. Elton, die zich gedurende de roman ontpopt als een arrogant en pompeus man, keert getrouwd terug uit Bath; zijn echtgenote blijkt een ordinaire maar rijke vrouw te zijn die door de sociale contacten in de buurt al snel deel uit gaat maken van Emma's kennissenkring. De twee dames krijgen echter al snel een enorme hekel aan elkaar. De derde nieuwkomer is de wees Jane Fairfax, het verlegen maar mooie nichtje van Emma's arme buurvrouw, de praatgrage oude vrijster Miss Bates. Miss Bates is een vriendelijke maar arme vrouw, die weinig te vertellen heeft maar veel praat. Emma probeert vriendelijk tegen haar te zijn maar raakt geïrriteerd door haar saaie en onophoudelijke gekwebbel. Jane, die muzikaal zeer begaafd is, is Miss Bates' trots. Emma is op haar beurt jaloers op de begaafde Jane en mag haar aanvankelijk ook niet, ze ziet haar verlegenheid aan voor kilheid en gereserveerdheid. Jane had tot haar negende bij de arme Miss Bates gewoond, maar is later opgevoed door de rijke Colonel Campbell, die Janes vader nog een dienst verschuldigd was omdat die hem door een levensbedreigende ziekte had gesleept. Campbell voedde Jane op als zijn eigen dochter. Jane raakte al snel bevriend met Campbells eigen dochter en genoot eersteklas onderwijs. Toen Miss Campbell trouwde verliet Jane de Campbells en keerde terug naar Miss Bates, ogenschijnlijk vanwege haar gezondheid en ter voorbereiding op een leven als gouvernante.
Emma was uit jaloezie vastbesloten een slechte eigenschap in Jane te ontdekken en bedacht voor haar eigen amusement samen met Frank Churchill een intrige. Ze bedacht dat Jane weleens bemind zou kunnen zijn door Miss Campbells echtgenoot, Mr. Dixon, en dat dat de reden was van Janes terugkeer naar Miss Bates. Dit idee werd nog meer gevoed door het feit dat Jane op zekere dag van een mysterieuze, onbekende weldoener een piano ontving.
Emma probeert verliefd te worden op Frank, vooral omdat iedereen in haar omgeving zegt dat ze samen zo'n mooi paar vormen. Frank lijkt een oogje op Emma te hebben, en de twee flirten publiekelijk. Echter, als Frank Harriet redt uit de handen van een bende zigeuners, besluit Emma dat Frank beter bij Harriet past dan bij haarzelf.
Mrs. Weston vraagt zich af of Emma's oude vriend Mr. Knightley misschien een oogje heeft op Jane. Emma besluit onmiddellijk dat ze niet wil dat Mr. Knightley met Jane of wie dan ook trouwt, maar ze vraagt zich niet af waarom ze zo fel tegen zijn huwelijk is. Ze maakt zichzelf wijs dat ze wil dat haar neef Henry de familie-eigendommen erft.
Als Mr. Knightley Emma terechtwijst vanwege een onbedoelde beledigende opmerking tegen Miss Bates schaamt Emma zich, en ze probeert het goed te maken. Mr. Knightley is bijzonder onder de indruk van het feit dat Emma haar eigen fouten inziet en van haar pogingen tot boetedoening, en laat voor het eerst iets blijken van warme gevoelens jegens Emma. Wanneer Jane ziek wordt weigert ze Emma te zien of haar cadeaus te accepteren. Emma is ervan overtuigd dat dit komt door haar kille en afstandelijke gedrag tegenover Jane. Voordat de dames ertoe komen dit uit te praten accepteert Jane een aanstelling als gouvernante en vertrekt.
Emma komt er al snel achter wat de reden was voor Janes vreemde gedrag: Jane en Frank bleken al ruim een jaar in het geheim verloofd te zijn - Frank had zijn bewondering voor Emma slechts voorgewend om zijn clandestiene verhouding met Jane te verbergen. Janes ellende en kille gedrag tegenover Emma was veroorzaakt door het feit dat Jane en Frank hadden geruzied over Franks flirtende gedrag richting Emma en zijn onvoorzichtige gedrag tegenover Jane, dat er volgens Jane toe zou kunnen leiden dat hun verloving uit zou komen. Wanneer Franks bemoeizuchtige tante Mrs. Churchill komt te overlijden zijn echter alle drempels verdwenen en wordt de verloving publiek bekend.
Harriet neemt Emma in vertrouwen en zegt dat ze denkt dat Mr. Knightley verliefd op haar is. Emma voelt jaloezie en moet eindelijk aan zichzelf toegeven dat ze hem voor zichzelf wil - ze houdt van hem. Mr. Knightley blijkt al die tijd al van Emma te hebben gehouden en zodra de verloving van Jane en Frank wordt ontdekt doet hij Emma een huwelijksaanzoek. Kort daarna legt Harriet het bij met de jonge boer die haar al eerder een aanzoek deed, Mr. Martin. Wanneer ook Jane en Emma hun meningsverschillen bijleggen zijn alle partijen gelukkig.

## Personages
- Emma Woodhouse, de protagoniste uit het verhaal, is een mooie, vrolijke, slimme en lichtelijk verwende jongedame van 21 jaar. Haar moeder overleed toen Emma erg jong was, en Emma is sindsdien altijd de vrouw des huizes geweest, vooral na het huwelijk van haar zuster. In sommige opzichten is Emma volwassen voor haar leeftijd, hoewel ze een paar grove fouten maakt. Hoewel ze zichzelf voorneemt nooit te zullen trouwen, werpt ze zichzelf op als koppelaarster voor de mensen in haar omgeving. Ze lijkt niet verliefd te kunnen worden, totdat jaloezie haar doet beseffen dat ze al tijden van Mr. Knightley houdt.

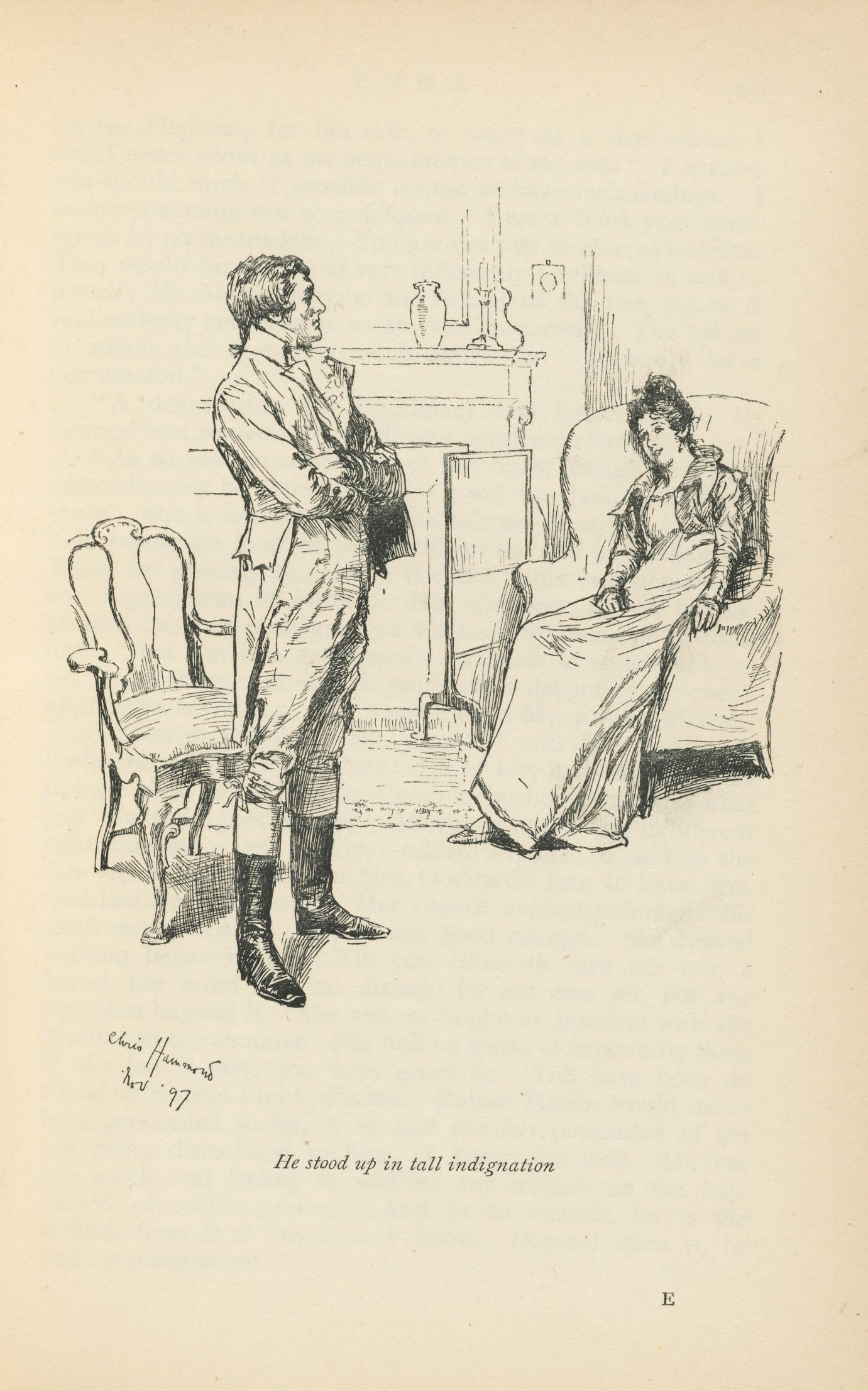
George Knightley, een illustratie uit 1898

- Mr. George Knightley is ca. 37 jaar. Hij is een dierbare vriend van Emma en haar enige criticus. Hij geeft erg veel om Emma. Mr. Knightley is de eigenaar van het naburige landgoed Donwell, een uitgestrekt landgoed met een landhuis, veel grond en een boerderij. Hij is de oudere broer van Mr. John Knightley, de echtgenoot van Emma's zuster Isabella.
- Mr. Frank Churchill is de zoon van Mr. Weston uit diens eerste huwelijk. Hij is een vriendelijke jongeman die door vrijwel iedereen aardig gevonden wordt, behalve door Mr. Knightley, die hem erg onvolwassen vindt - hoewel dit vooral komt doordat Knightley jaloers is op Franks zogenaamde "jacht" op Emma. Nadat het overlijden van Franks moeder werd hij opgevoed door zijn rijke tante en oom, wiens achternaam hij aannam. Frank houdt erg veel van dansen en muziek en haalt alles uit het leven wat erin zit. Hij lijkt een zorgeloos persoon maar is beslist minder "slecht" dan schurken uit Austens andere boeken, zoals Willoughby (uit Sense and Sensibility) en Wickham (uit Pride and Prejudice).
- Jane Fairfax is een weesmeisje wier enige familie bestaat uit een tante, Miss Bates, en een grootmoeder, Mrs. Bates. Ze wordt als zeer mooi en intelligent beschouwd, en is elegant en welgemanierd. Verder kan ze erg goed pianospelen en zingen - welbeschouwd is ze de enige persoon die door Emma benijd wordt. Ze is niet erg rijk, en lijkt voorbestemd om gouvernante te worden - een in haar ogen weinig aantrekkelijk vooruitzicht.
- Harriet Smith is een jonge vriendin van Emma. Ze is erg aantrekkelijk maar heel ongekunsteld en laat zich snel beïnvloeden door haar omgeving, vooral door Emma. Ze is de buitenechtelijke dochter van in eerste instantie onbekende ouders, hoewel in het laatste hoofdstuk blijkt dat ze de dochter is van een redelijk welgestelde handelsman. Aan het begin van de roman neemt Emma Harriet onder haar hoede, en wordt Harriet het slachtoffer van Emma's mislukte koppelpogingen. Harriet slaat zelfs op advies van Emma een aantrekkelijk huwelijksaanzoek van Mr. Martin af, ondanks het feit dat ze zelf twijfelt. Uiteindelijk trouwen Harriet en Mr. Martin ondanks Emma's bemoeienissen toch.
- Philip Elton is een knappe, welgemanierde en ambitieuze dominee. Emma wil dat hij met Harriet trouwt, maar hij wil Emma. Elton blijkt vooral belust op geld en trouwt vlot na Emma's afwijzing met een andere rijke vrouw.
- Augusta Elton is Mr. Eltons rijke maar vervelende en ordinaire vrouw. Ze is opschepperig, dominant en pretentieus en houdt ervan in het middelpunt van de belangstelling te staan. Ze is niet geliefd door Emma en haar vriendenkring. Mrs. Elton behandelt Jane enorm neerbuigend, waardoor Jane de sympathie van haar omgeving krijgt.
- Mrs. Anne Weston, voorheen Miss Taylor, was zestien jaar lang Emma's gouvernante en blijft ook na haar huwelijk met Mr. Weston Emma's hartsvriendin. Ze is een verstandige jonge vrouw die veel van Emma houdt. Mrs. Weston fungeert als surrogaatmoeder voor Emma, en is een van de weinigen die Emma durven aan te spreken op haar gedrag.
- Mr. Weston, een door een erfenis sinds kort rijk man uit de omgeving van Hartfield. Hij trouwt met Emma's gouvernante. Uit zijn eerste huwelijk is hij de stiefvader van Frank Churchill, die geadopteerd en opgevoed was door de broer en schoonzuster van zijn overleden eerste vrouw. Mr. Weston is een warme, vrolijke man, die graag mensen om zich heen heeft.
- Miss Bates, een vriendelijke, praatzieke oude vrijster, wiens moeder, Mrs. Bates, een vriendin is van Mr. Woodhouse, Emma's vader. Haar nichtje, Jane Fairfax, is haar oogappel. Op een dag, tijdens een ritje op het platteland, beledigt Emma Miss Bates door te zinspelen op haar langdradigheid. Nadien wijst Mr. Knightley Emma streng terecht, en probeert Emma het goed te maken.
- Henry Woodhouse is Emma's vader. Hij is een hypochonder die zich altijd drukmaakt om zijn eigen gezondheid of die van anderen, en gaat zelfs zover dat hij zijn gasten eten en drinken ontzegt - in de overtuiging dat al dat eten en drinken slecht voor hen is. Hij klaagt dat die "arme Isabella" en "arme Miss Taylor" er slecht aan hebben gedaan te trouwen en beter bij hem hadden kunnen blijven.

## Kritiek en thematiek
Emma Woodhouse is de eerste heldin van Austen zonder financiële problemen, een feit dat, zoals Emma zelf verklaart tegenover Harriet Smith, ervoor heeft gezorgd dat ze geen noodzaak ziet om te trouwen. Dit is een enorm verschil met de andere bekende romans van Austen, waarin de zoektocht naar financiële zekerheid en een gelukkig huwelijk centraal staan. Emma's rijkdom en sociale status maken deze roman tot een veel lichter verhaal dan Austens eerdere werken zoals Sense and Sensibility en Pride and Prejudice.
Emma lijkt ook verrassend immuun voor romantische aantrekkingskracht en seksuele verlangens, in tegenstelling tot de heldinnen uit de eerder genoemde romans als Elizabeth Bennet en Marianne Dashwood, die beiden eerst hun zinnen zetten op een slechterik en vervolgens de held uit het verhaal aan de haak slaan. Emma legt in eerste instantie geen enkele romantische interesse aan de dag voor de mannen in haar omgeving en is oprecht verrast en voelt zelfs een beetje afkeer wanneer Mr. Elton haar zijn liefde verklaart. Het feit dat ze denkt zich aangetrokken te voelen tot Frank Churchill wordt eerder veroorzaakt door een verlangen naar wat drama in haar saaie leven dan door echte romantische gevoelens. Opmerkelijk is ook dat Emma niet inziet dat Harriet Smith en Robert Martin romantische gevoelens voor elkaar koesteren - Emma beoordeelt een mogelijk huwelijk slechts op financiële en sociale merites. Pas wanneer Harriet Emma vertelt dat ze vermoedt dat Mr. Knightley verliefd op haar (Harriet) is, realiseert Emma zich wat ze voor Mr. Knightley voelt en dat ze al jaren onbewust verliefd op hem is.
Hoewel Emma in deze opzichten opmerkelijk veel afwijkt van Austens andere heldinnen, lijkt ze in andere opzichten wel op onder meer Elizabeth Bennet (Pride and Prejudice) en Anne Elliott (Persuasion): Emma is net als Elizabeth en Anne een intelligente jonge vrouw met te weinig om handen en geen mogelijkheden om aan de dagelijkse sleur te ontsnappen. Hoewel ze uit een liefdevolle familie komt en onder economisch zeer comfortabele omstandigheden leeft, is haar dagelijkse leven saai, en heeft ze maar weinig leeftijdsgenoten in haar kennissenkring.

## Film- en televisiebewerkingen
Emma is diverse keren bewerkt voor film en televisie:
- 1972: Emma (BBC-serie), met Doran Godwin als Emma.
- 1995: Clueless (een losse, moderne bewerking van het boek), met Alicia Silverstone als Cher Horowitz (Emma).
- 1996: Emma (film), met Gwyneth Paltrow als Emma en Jeremy Northam als Mr. Knightley
- 1996: Emma (televisieserie), met Kate Beckinsale als Emma.
- 2009: Emma (BBC-serie)[2], met Romola Garai als Emma en Jonny Lee Miller als Mr. Knightley
- 2010: Aisha (Moderne Bollywood bewerking) met Sonam Kapoor als Aisha (Emma).
- 2013: Emma Approved (online televisieserie) met Joanna Sotomura als Emma.
- 2020: Emma (film), met Anya Taylor-Joy als Emma en Johnny Flynn als Mr. Knightley.